# Anoplodactylus compactus
Anoplodactylus compactus är en havsspindelart som först beskrevs av Hilton, W.A. 1939.  Anoplodactylus compactus ingår i släktet Anoplodactylus och familjen Phoxichilidiidae. Inga underarter finns listade i Catalogue of Life.